# 12138 Olinwilson
12138 Olinwilson è un asteroide della fascia principale. Scoperto nel 1960, presenta un'orbita caratterizzata da un semiasse maggiore pari a 2,4812674 UA e da un'eccentricità di 0,1117588, inclinata di 6,35202° rispetto all'eclittica.